# Jakob Poulsen
Jakob Bendix Uhd Poulsen (Varde, 7 juli 1983) is een Deens betaald voetballer die bij voorkeur op het middenveld speelt. Hij tekende in 2012 een vierjarig contract bij AS Monaco, dat hem weghaalde bij Aarhus GF. In februari 2009 debuteerde hij in het Deens voetbalelftal. Poulsen speelde ook voor Denemarken onder 20.

## Clubcarrière
Poulsen debuteerde in het seizoen 2001/02 in het betaald voetbal bij Esbjerg fB. Daarvoor speelde hij in vijf jaar 104 competitiewedstrijden en trof hij daarin 19 keer het doel. Op 28 januari 2006 kocht sc Heerenveen de Deen voor € 700.000.- en gaf hem een contract voor 3,5 jaar. Hij werd gehaald als vervanger voor Said Bakkati, die naar ADO Den Haag was verkast. In de laatste helft van het seizoen 2005/2006 speelde Poulsen zeven wedstrijden voor sc Heerenveen, In het volledige seizoen 2006/2007 23, inclusief KNVB beker en UEFA Cup. Ondanks dertig competitieoptredens in 2007/08 kreeg Poulsen in de aanloop naar het daaropvolgende seizoen te horen gekregen dat er voor hem geen ruimte meer was in de selectie. Hierop reisde hij af naar zijn vaderland om daar een contract voor vier jaar te ondertekenen bij Aarhus GF.

## Interlandcarrière
Jakob Poulsen nam met Denemarken U21 deel aan de EK-eindronde 2006 in Portugal, waar de ploeg van bondscoach Flemming Serritslev werd uitgeschakeld in de eerste ronde. Hij kwam niet in actie tijdens dat toernooi.
Bondscoach Morten Olsen liet Poulsen op 11 februari 2009 in de wedstrijd tegen Griekenland debuteren in het Deense nationale A-team. Daarmee kwalificeerde hij zich vervolgens voor het WK 2010, waar Olsen hem ook mee naartoe nam. Poulsen maakte daar zijn eerste speelminuten in de tweede groepswedstrijd tegen Kameroen (1-2 winst), toen hij in de 86e minuut inviel voor Jon Dahl Tomasson. In Denemarkens derde en laatste wedstrijd tegen Japan (1-3 verlies) verving hij Martin Jørgensen in de 34e minuut.
Poulsen nam met Denemarken ook deel aan het EK voetbal 2012 in Polen en Oekraïne, waar de selectie van bondscoach Morten Olsen in de groepsfase werd uitgeschakeld. Op de verrassende 1-0-overwinning op Nederland volgden nederlagen tegen Portugal (2-3) en Duitsland (1-2), waardoor de Denen als derde eindigden in groep B.

## Clubstatistieken
| seizoen | club           | competitie  | duels | goals |
| ------- | -------------- | ----------- | ----- | ----- |
| 2001/02 | Esbjerg fB     | SAS Ligaen  | 1     | 0     |
| 2002/03 | Esbjerg fB     | SAS Ligaen  | 19    | 3     |
| 2003/04 | Esbjerg fB     | SAS Ligaen  | 32    | 7     |
| 2004/05 | Esbjerg fB     | SAS Ligaen  | 32    | 5     |
| 2005/06 | Esbjerg fB     | SAS Ligaen  | 20    | 4     |
| 2005/06 | sc Heerenveen  | Eredivisie  | 7     | 0     |
| 2006/07 | sc Heerenveen  | Eredivisie  | 20    | 0     |
| 2007/08 | sc Heerenveen  | Eredivisie  | 30    | 3     |
| 2008/09 | Aarhus GF      | SAS Ligaen  | 29    | 6     |
| 2009/10 | Aarhus GF      | SAS Ligaen  | 24    | 4     |
| 2010/11 | Aarhus GF      | 1. division | 1     | 0     |
| 2010/11 | FC Midtjylland | SAS Ligaen  | 16    | 2     |
| 2011/12 | FC Midtjylland | SAS Ligaen  | 30    | 7     |
| 2012/13 | AS Monaco      | Ligue 2     | 17    | 0     |
| 2013/14 | AS Monaco II   | CFA         | 8     | 0     |
| 2013/14 | FC Midtjylland | SAS Ligaen  | 15    | 2     |
| 2014/15 | FC Midtjylland | SAS Ligaen  | 31    | 4     |
| Totaal  | Totaal         | Totaal      | 335   | 47    |

## Erelijst
FC Midtjylland
- Deens landskampioenschap

2015